# Анаис Нин
Анаѝс Нин (на френски: Anaïs Nin) е американска писателка от френски произход, известна с еротичните си романи и разкази („Шпионка в къщата на любовта“, „Делтата на Венера“ и др.) и с дневниците си, започнати на 12-годишна възраст и водени в течение на десетилетия почти до смъртта ѝ. Първата ѝ по-пространна публикация е изследване върху Д. Х. Лорънс (1932).

## Признание
Почетен доктор на Филаделфийския колеж за изкуства (1973). Член на Националния институт за изкуство и литература на САЩ (1974).

### Дневници и писма
- The Early Diary of Anaïs Nin (1914–1931), в четири тома
- The Diary of Anaïs Nin, в седем тома, редактирани от самата нея
- Henry and June: From A Journal of Love. The Unexpurgated Diary of Anaïs Nin (1931–1932) (1986), редактиран от Рупърт Поул след смъртта ѝ
- A Literate Passion: Letters of Anaïs Nin & Henry Miller (1987)
- Incest: From a Journal of Love (1992)
- Fire: From A Journal of Love (1995)
- Nearer the Moon: From A Journal of Love (1996)
- Mirages: The Unexpurgated Diary of Anaïs Nin, 1939–1947 (2013)
- Trapeze: The Unexpurgated Diary of Anaïs Nin, 1947–1955 (2017)

### Художествена проза

#### Романи
- House of Incest (1936)
- Winter of Artifice (1939)
- Cities of the Interior (1959), в пет тома:
  - Ladders to Fire]]
  - Children of the Albatross
  - The Four-Chambered Heart
  - A Spy in the House of Love
  - Seduction of the Minotaur, първоначално публикуван като Solar Barque (1958)
- Collages (1964)

#### Сборници с разкази
- Waste of Timelessness: And Other Early Stories (написан преди 1932, публикуван посмъртно)
- Under a Glass Bell (1944)
- Delta of Venus (1977)
- Little Birds (1979)
- Auletris (2016)

### Есеистика
- D. H. Lawrence: An Unprofessional Study (1932)
- The Novel of the Future (1968)
- In Favor of the Sensitive Man (1976)
- The Restless Spirit: Journal of a Gemini by Barbara Kraft (1976) (предговор от Анаис Нин)
- Aphrodisiac: Erotic Drawings by John Boyce for Selected Passages from the Works of Anaïs Nin

## За нея
- Spencer Sh. Collage of dreams: the writings of Anaïs Nin. Chicago: Swallow Press, 1977
- Salber L. Anaïs Nin. Mit Selbstzeugnissen und Bilddokumenten. Reinbek bei Hamburg: Rowohlt 1992
- Barillé E. Anais Nin: naked under the mask. London: Lime Tree, 1992
- Riley Fitch N. Anaïs: the erotic life of Anaïs Nin. Boston: Little, Brown, 1993
- Gronau D. Anaïs Nin. Erotik und Poesie. München: Heyne, 1993
- Bair D. Anaïs Nin: a biography. New York: Putnam, 1995